# Paraliparis garmani
Paraliparis garmani és una espècie de peix pertanyent a la família dels lipàrids.

## Descripció
- Fa 14,2 cm de llargària màxima.[5][6]

## Alimentació
Menja crustacis.

## Hàbitat
És un peix marí i batidemersal que viu entre 225 i 1.000 m de fondària.

## Distribució geogràfica
Es troba a l'Atlàntic nord: des de la costa sud-occidental de Groenlàndia fins a Carolina del Nord (els Estats Units), incloent-hi l'estret de Davis i el cap Hatteras.

## Observacions
És inofensiu per als humans.